# 千葉空襲

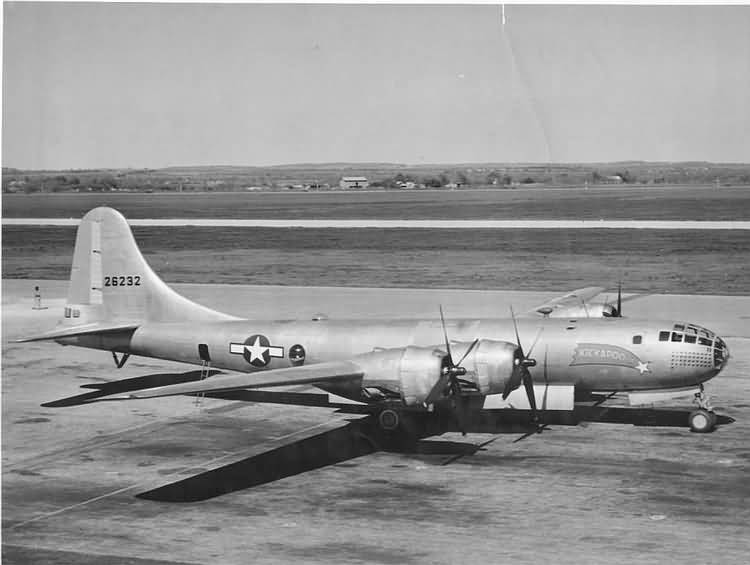
空襲を行ったB-29爆撃機

千葉空襲（ちばくうしゅう）は、第二次世界大戦中にアメリカ軍やイギリス軍により行われた千葉市に対する空襲のうち、1945年6月10日と7月7日のものを一般的に指す。

## 千葉空襲前の状況
1944年7月、サイパンなどマリアナ群島をアメリカ軍が制圧したことによって、日本の主要都市や軍事拠点に対し戦略爆撃が加えられるようになり、1945年3月10日には東京に大規模な空襲が行われた。

## 空襲の概要

### 6月10日の空襲
6月10日の空襲は7時45分からアメリカ軍のB-29の編隊27機によって攻撃された。被害地域は蘇我の日立航空機千葉工場（現・JFEスチール東日本製鉄所の一部）、新宿町、富士見町付近で、同日の空襲によって千葉県立千葉高等女学校（現・千葉県立千葉女子高等学校）などの施設も被災した。被災面積は26ha、死傷者は391名。

### 7月7日の空襲
7月7日の空襲は1時39分から3時5分にかけての夜間空襲で、アメリカ軍のB29・129機によって行われた。この空襲によって、省線千葉駅、（旧）京成千葉駅のほか椿森や作草部等にあった鉄道第一連隊、気球聯隊、陸軍高射学校などの軍事施設に被害が出た。また、千葉市街地を目標にした焼夷弾などにより千葉市中心地のほとんどが焼け野原となった。被災面積205Ha、死傷者は1204人。

### 8月15日の空襲
このほかにも、イギリス海軍の空母艦載機による工場などへの空襲が1945年8月15日まで行われた。公式な第二次世界大戦の最後の戦死者は、玉音放送の1時間半前の午前10時過ぎに、イギリス海軍空母「インディファティガブル」から化学製品工場を爆撃すべく千葉県長生郡に飛来したグラマン TBF アヴェンジャーが日本軍に撃墜され、乗組員3名が死亡したものだった。
なお、同作戦でスーパーマリン シーファイアが零式艦上戦闘機との戦闘で撃墜され、フレッド・ホックレー少尉が無事パラシュート降下し陸軍第147師団歩兵第426連隊に捕えられ、その約1時間後に玉音放送があったもののそのまま解放されず、夜になり陸軍将校により斬首された事件も発生した（一宮町事件）。

## 参考資料
- 千葉市市民局市民部市民総務課、千葉空襲写真誌、2001年3月